# Мастан-Нав'ян
Мастан-Нав'ян (Мастан-авіан) (m'stn-n'wy'n, д/н — 705/707) — 3-й іхшид (володар) Согда в 698—705/707 роках. В китайських джерелах відомий як Нінйє-шиши, арабських — Мастіч-Унаш.

## Життєпис
Брат або син іхшида Тукаспадака. Відомостей про нього обмаль. Посів трон 698 року. Загалом дотримувався політики попередника: підтвердив залежність від імперії Тан, що дозволило 699/700 року укласти оборонний союз з тюргеським каганом Ушліком.
Помер десь напочатку нового арабського вторгнення до Трансоксіани, за китайськими джерелами це сталося між 705 і 707 роками. Йому спадкував родич Турхун.